# 臺灣縣 (1887年—1895年)
臺灣縣是台灣清治時期的行政區劃。1887年，台灣改制行省，省城預定擇於原彰化縣橋仔頭（今臺中市南區國光路到臺中路之間），並於省城所在地新設臺灣府及臺灣縣，原臺灣府改稱臺南府，原臺灣縣改稱安平縣。台灣縣管轄範圍是今臺中市、南投縣部分。1893年人口約215,000人。

## 歷任知縣
- 范克承
- 黃承乙
- 葉意深
- 史濟道